# Franz Rogowski
Franz Rogowski (ur. 2 lutego 1986 we Fryburgu Bryzgowijskim) – niemiecki aktor, choreograf i tancerz.
Uczył się teatru i tańca w Stuttgarcie, Berlinie, Szwajcarii i Austrii. Od 2007 roku działa na scenie niezależnej. Występował w wielu produkcjach teatralnych, m.in. w Megalopolis lub Chroń mnie w Schaubühne w Berlinie. Wystąpił także m.in. w Thalia Theater w Hamburgu, Teatrze Narodowym w Brukseli i Maxim Gorki Theater w Berlinie.
W 2009 jako choreograf pracował na planie filmu krótkometrażowego Ich hamulce (Them Brakes), zanim w 2011 pojawi się jako aktor w Frontalwatte i Uh, to świetnie tutaj! (Uh, it's great here!).

## Nagrody
- 2007:	Zagrzeb - zwycięzca konkursu - międzynarodowa platforma dla młodych choreografów - Theater Zagreb, Almoust', choreografia Sanja Tropp
- 2008:	Berlin - jako aktor i choreograf w Prawie bez ciebie (Almoust you), we współpracy z filmArche
- 2009: Berlin - Schaubühne Berlin, Megalopolis, reż. Constanza Macras / Dorky Park
- 2009:	Hebbel am Ufer, Spontaniczne rzeźba poo (The spontaneous sculpture of the poo), reż. Johannes Dullin
- 2010:	Hebbel am Ufer, Ze względu na sytuację (because of the situation), reż. Kerstin Lenhard / Sabine Zahn
- 2010:	Hebbel am Ufer, the pecision of the freedom, reż. Johannes Dullin
- 2011:	Schaubühne, Chroń mnie (protect me), reż. Falk Richter
- 2011: Banality Dreams, Constanza Macras / Dorky Park, Falk Richter / Anouk van Dijk
- 2011:	Theatre National Brüssel, PlayLoud, reż. Falk Richter
- 2011:	Thaliatheater Hamburg / Salzburger Festspiele, Faust, reż. Nicolas Stemann
- 2012:	Ballhaus Ost, Rambo, reż. Florian Loyke / Das Helmi
- 2012:	Uferstudios-Berlin / Thalia Theater Hamburg, Friktion, reż. Franz Rogowski
- 2012:	Theater Oberhausen, Magnet der Affen, reż. Florian Loyke / Das Helmi
- 2012:	Nicolas Stemann w Thaliatheater, Falk Richter / Anouk van Dijk
- 2013:	Radialsystem Berlin & Schauspielhaus Basel, Votre Faust / Henry Pousseur, reż. George Delnon /Alienor Dauchez
- 2013:	Thalia Theater Hamburg, Schaubühne Berlin i darmowe produkcje na trasie w Europie
- 2013:	Uferstudios Berlin, B27, reż. Franz Rogowski
- 2013:	Kampnagel-Hamburg, schwarz/weiss, reż. MeineDamenundHerren
- 2013:	Schauspielhaus Hannover, Terminator2, reż. Florian Loycke / Das Helmi
- 2013:	Maxim Gorki Theater w Berlinie, n.n., reż. Falk Richter
- 2014-15: Schaubühne Berlin, the disconnected child, reż. Falk Richter
- 2015:	Kammerspiele w Monachium, Rocco i jego bracia (Rocco und seine Brüder), reż. Simon Stone

## Wybrana filmografia
- 2011: Frontalwatte jako Franz
- 2011: Uh, it's great here!
- 2013: Love Steaks jako Clemens Pollozek
- 2014: Telefon 110 (Polizeiruf 110: Hexenjagd) jako Aniel Radke
- 2015: Victoria jako bokser
- 2015: Besuch für Emma (TV) jako Arne
- 2015: Uns geht es gut jako Tubbie